# Сантонья
Сантонья (ісп. Santoña) — муніципалітет в Іспанії, у складі автономної спільноти Кантабрія. Населення — 11 569 осіб (2009).
Муніципалітет розташований на відстані близько 340 км на північ від Мадрида, 28 км на схід від Сантандера.

## Демографія
Динаміка населення (INE ):

## Уродженці
- Осмар Ібаньєс (*1988) — іспанський футболіст, півзахисник.

## Галерея зображень

Розташування муніципалітету
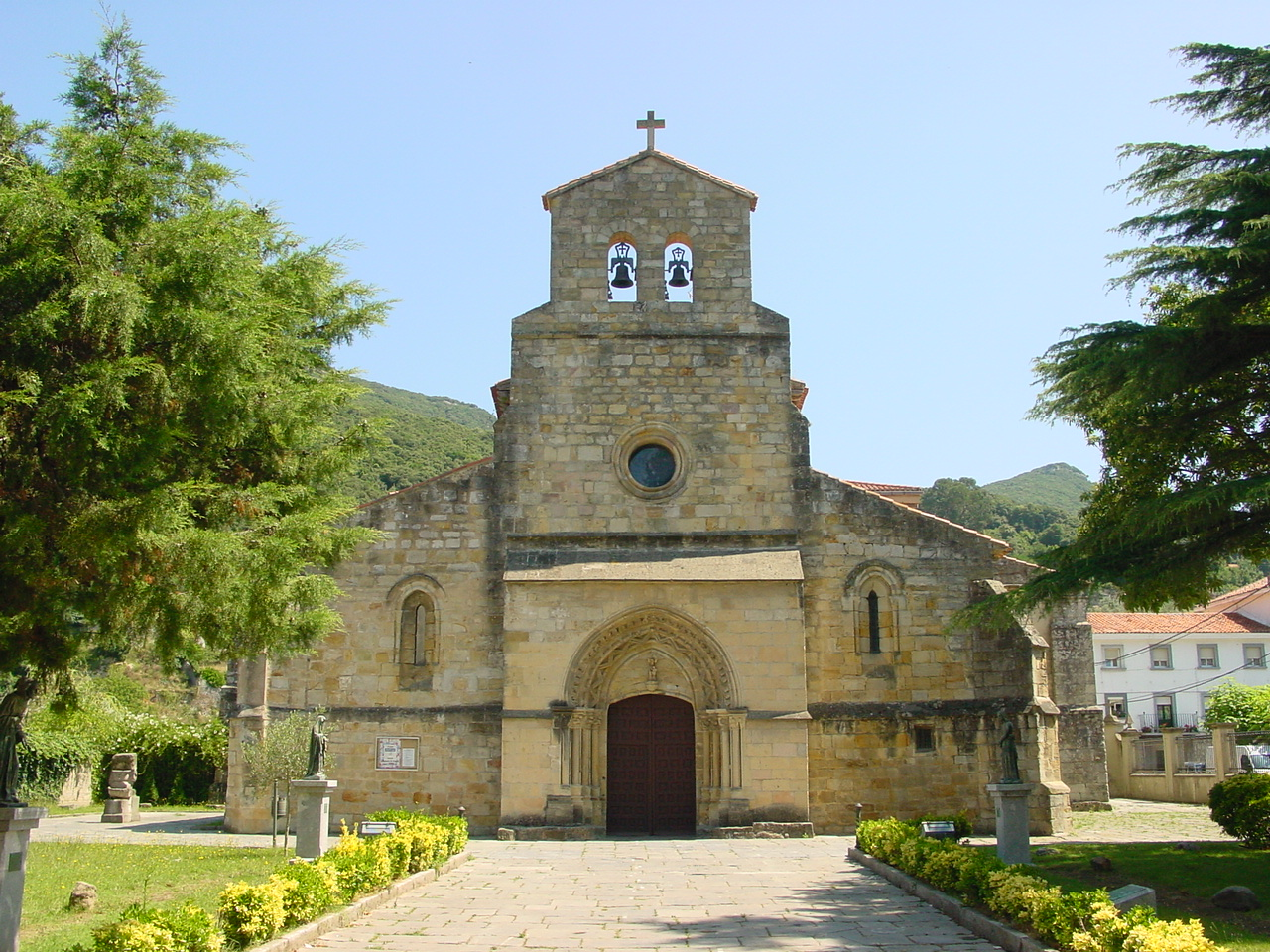
Церква Санта-Марія-дель-Пуерто (XIII століття)